# ليو ستيرنباخ
ليو هنريك ستيرنباخ (بالإنجليزية: Leo Sternbach)‏ (بالبولندية: Leon Sternbach)‏ (7 مايو 1908 - 28 سبتمبر 2005) هو كيميائي كرواتي من أصول بولندية-أمريكية و الذي يرجع إليه الفضل في اكتشاف عائلة البنزوديازيبينات، طبقة رئيسية من المهدئات.